# 江戸相撲明和元年10月場所
江戸相撲明和元年10月場所（えどすもうめいわがんねん10がつばしょ）は、明和元年（1764年）10月に開催された江戸相撲（大相撲の前身）の本場所。興行場所は深川八幡宮。

## 幕内番付・星取表
| 東               | 東               | 東             | 番付      | 西             | 西                  | 西               |
| 備考             | 成績             | 力士名         | 番付      | 力士名         | 成績                | 備考             |
| ---------------- | ---------------- | -------------- | --------- | -------------- | ------------------- | ---------------- |
| 新大関（第20代） | 1勝7休           | 大灘磯右エ門   | 大関      | 都嶋浜右エ門   | 1敗7休              | 新大関（第21代） |
|                  | 2勝4敗1預1休     | 荒瀧吾太夫     | 関脇      | 大童子峰右エ門 | 1勝2敗6休           |                  |
|                  | 5勝1敗1分1無勝負 | 雪見山堅太夫   | 小結      | 磯碇平左エ門   | 4勝2敗1分1無勝負    |                  |
|                  | 5勝3敗           | 御所浦平太夫   | 前頭筆頭  | 艫綱良助       | 4勝3敗1休           |                  |
|                  | 2勝6敗           | 大綱貞右エ門   | 前頭2枚目 | 戸田川鷲之助   | 3勝2敗2分1休        |                  |
|                  | 全休             | 関ノ戸億右エ門 | 前頭3枚目 | 盤井川逸八     | 1勝2敗2預1無勝負2休 |                  |
|                  | 6勝1敗1休        | 押尾川巻右エ門 | 前頭4枚目 | 越ノ海福松     | 6勝2敗              |                  |
|                  | 4勝2敗1分1預     | 荒熊沢右エ門   | 前頭5枚目 | 白川志賀右エ門 | 2勝4敗1預1無勝負    |                  |
|                  | 3勝4敗1無勝負    | 鹿間津浪之助   | 前頭6枚目 | 今碇嘉蔵       | 1勝7休              |                  |

## 備考
- この時代の江戸相撲においては優勝力士という概念は存在していないが、後に定められた優勝制度を遡って準用することができる。本場所においては、押尾川が優勝に相当する力士であるとみなすことができる（優勝制度は、制定当初は番付上位者優勝制度を採用していた）。